# Renuncia de Zaragoza (1137)

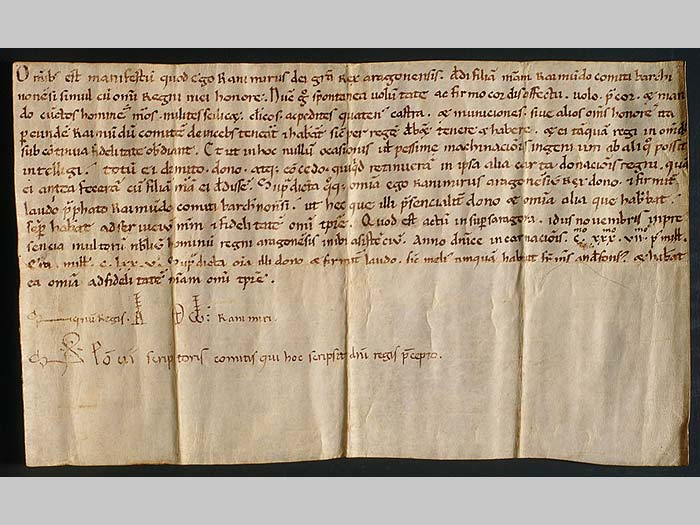
Renuncia de Zaragoza
(13 de noviembre del 1137)

La Renuncia de Zaragoza es un anuncio público del rey Ramiro II de Aragón a sus súbditos hecho el 13 de noviembre del 1137 en El Castellar (Torres de Berrellén), cerca de Zaragoza, en la que les confirmaba que había hecho donación de su hija y del reino al conde Ramón Berenguer IV de Barcelona. Mediante este documento el rey Ramiro II de Aragón prácticamente cedía la potestas (poder) real al conde Ramón Berenguer IV, reservándose sólo la fidelidad que el conde de Barcelona le debía a Ramiro II como rey de Aragón. Tras esta renuncia Ramiro, que conservó el título real, se retiró al monasterio de San Pedro el Viejo de Huesca.

## Contexto
El tratado se enmarca en la problemática surgida a raíz del Testamento de Alfonso I de Aragón (1131) por su sucesión. El Reino de Zaragoza se encontraba ocupado por las tropas del rey Alfonso VII de Castilla, pero la Santa Sede exigió el cumplimiento del testamento y la entrega efectiva de las rentas que generaban los reinos que habían estado bajo el dominio del rey de Alfonso I de Aragón a las órdenes militares. Con el fin de concebir un sucesor, Ramiro II de Aragón se había casado con Inés de Poitiers, la cual acababa de engendrar no un varón, sino una niña, Petronila de Aragón, nacida el 11 de agosto del 1136. Ante esta situación se acordó el Tratado de Alagón (1136) mediante el cual se pactó la boda entre el hijo primogénito del rey Alfonso VII de Castilla, y la recién nacida Petronila de Aragón (que de resultas del tratado debía pasar a llamarse Urraca). El hecho de que suponía que a largo plazo los reinos de Aragón pasarían a la Corona de Castilla. A cambio, Alfonso VII de Castilla devolvía la soberanía efectiva sobre el Reino de Zaragoza a Ramiro II de Aragón, quien a su vez en cedía el control y la defensa a Alfonso VII de Castilla, siempre que cuando muriera el retornara a Ramiro II de Aragón, que había convertido el soberano efectivo, aunque a la larga pasaría a su hija Petronila (Urraca), y por el matrimonio pactado, a Sancho de Castilla, primogénito de Alfonso VII de Castilla.

## Pacto de boda
La nobleza aragonesa rechazó el casamiento de Petronila con el hijo Alfonso VII de Castilla, temerosos de caer bajo el dominio de Castilla. Desde el 24 de agosto de 1136, en el 11 de agosto de 1137 se forjó un pacto entre Ramón Berenguer IV de Barcelona y Ramiro II de Aragón para casarse al joven conde de Barcelona con la hija del rey, Petronila de Aragón, que tenía un año de edad. El 11 de agosto de 1137 en Barbastro el rey Ramiro II de Aragón dio a su hija por mujer con todo su reino al conde Ramón Berenguer IV de Barcelona. Quedaban en ley y fuerza sus fueros, costumbres y usos como en tiempos de sus precedessors habían tenido los aragoneses. En caso de muerte de la hija, el conde Berenguer conservaría el reino y la fidelidad de sus hombres sin ninguna contradicción y el tendría después de la muerte del rey. Por su parte, el rey Ramiro sería rey, señor y padre en el reino y en los condados del conde de Barcelona. Dieciséis días más tarde, el 27 de agosto de 1137, el rey Ramiro II de Aragón confirmó en Ayerbe la declaración hecha a los Capítulos matrimoniales de Barbastro (1137) e hizo carta pública donde se comprometía a no hacer nunca más ninguna donación de tierras si no contaba con la aprobación del conde Ramón Berenguer IV, y si hacía otra sin el consentimiento del conde, la donación sería considerada nula.

## La renuncia pública de Zaragoza
El 13 de noviembre de 1137, unos tres meses después del pacto matrimonial, Ramiro II de Aragón comunicó a sus súbditos que había hecho donación de su hija y de su reino al conde Ramón Berenguer IV de Barcelona.  El historiador Antonio Ubieto Arteta interpreta el documento como un paso más del rey Ramiro II de Aragón en el dejación del ejercicio de derechos y prerrogativas.

«Es de todos conocido que yo Ramiro, por la gracia de Dios rey de los aragoneses, di mi hija a Ramón, conde de los barceloneses junto con todo el honor de mi reino. Ahora también, con libre voluntad y fuerte ama de corazón, quiero, ordeno y mando a todos mis hombres, caballeros, clérigos y peones, que los castillos y fortificaciones y todos los demás honores los tengan y posean aquí adelante por el mismo conde Ramón como por rey deben tener y poseer, y que le guardan obediencia y fidelidad continuamente en todas las cosas así como rey. Y para que contra esto nada pueda ser pensado o maquinado por nadie, le dé, otorgue y concedo todo lo que me había reservado en esa misma carta de donación que le había hecho primero, en entregarle mi hija. Yo, Ramiro, rey de los aragoneses doy y otorgue todo lo que he mencionado, y se lo ratifique firmemente al citado Ramón, conde de los barceloneses, para que el que ahora le dé y lo que ya tenía lo retenga perpetuamente a mi servicio y fidelidad . Fue hecho más arriba de Zaragoza en los idus de noviembre ( 13 de noviembre ), en presencia de muchos hombres nobles del reino de los aragoneses asistentes al acto, en el año de la encarnación del Señor CXXXVII después del milenio ( 1137 ), año de la era de mil CLXXV ( era hispánica 1175 ). Todas las cosas sobredichas doy y firmemente laudo como mejor las tuvo alguna vez mi hermano Alfonso, y para que las tenga todas perpetuamente bajo la fidelidad que me debe. 

Firma del rey Signo del rey Ramiro Ramiro  Ramir

[+ Firma de] Poncio, escribano del conde, que lo escribió por orden del rey. »

### Interpretación
Con estos documentos se completaba el proceso sucesorio:
- potestas (poder) real de Aragón: Ramiro II entregó la potestas a Ramon Berenguer IV, que a partir de entonces pasó a ejercer el gobierno efectivo del reino, con el título de princeps de Aragón.[6]
- honor (propiedad) real de Aragón: Ramiro II entregó a su hija con su reino a Ramón Berenguer IV, pero el reino de Aragón sólo pasaría plenamente a Ramón Berenguer IV en el caso de que Petronila muriera antes que él. Ramiro II no pudo entregar la propiedad del reino a Ramón Berenguer para que las tierras patrimoniales del rey, la tierra regios, tan sólo podían darse a los miembros de la familia real aragonesa, y Ramón Berenguer IV no ni integrarse, ni formar parte de la casa aragonesa. Al ser marido de Petronila por un lado, y recibir la donación del reino por parte de las Órdenes militares de la otra, ejerció el dominatum, como señor propietario del reino de Aragón, pero en último término, la propiedad de la tierra regios fue de Petronila, que en su testamento lo dio a su hijo, el futuro rey Alfonso el Casto.[cita requerida]
- dignidad (título) real de Aragón. El conde de Barcelona nunca recibió la dignidad real, que Ramiro II se reservó para él. Incluso después de la muerte de este, el 1157, el conde de Barcelona no tomó la dignidad real. La dignidad (título) que tomó Ramón Berenguer IV fue la de Príncipe de los aragoneses y Dominador del reino de los aragoneses, dignidades que Ramón Berenguer IV siempre puso en lugar secundario por detrás de su título principal, el de ser Conde de Barcelona.[cita requerida]

## Copias y manuscritos
Del manuscrito se hicieron varias copias coetáneas y algunas posteriores.
- (A).
- (B). Copia coetánea ( ACA, Pergaminos de Ramón Berenguer IV, carpeta 35, núm. 85)
- (C). Copia de la segunda mitad del siglo XII ( ACA, Pergaminos de Ramón Berenguer IV, carpeta 35, núm. 86bis)
- (D). Copia el Liber feudorum maior ( ACA, Liber feudorum maior, fol. 5-6)

La copia (C) que se hizo por el Liber feudorum maior titula el documento: Instrumentum quo rex Ramirus deliberavit Ínclita Comiti Barcinonensia quidquid in Reino Aragon retinuerat